# Time Has Gone
「Time Has Gone」（タイム ハズ ゴーン）は、日本のダンス&ボーカルユニットw-inds.の楽曲。39枚目のシングルとして2017年9月27日にポニーキャニオンの社内レーベル・FLIGHT MASTERから発売された。

## 概要
前作「We Don't Need To Talk Anymore」に引き続き、橘慶太が作詞・作曲・編曲（トラックメイク）を手掛けたセルフプロデュースシングルの第2弾。さらに本作では慶太がエンジニアとしてミックスダウンまで行うなど全てのプロダクションを担当している。初回盤A（CD＋DVD）、初回盤B（CD+スペシャルブックレット）通常盤（CDのみ）の3形態で発売された。
表題曲「Time Has Gone」のミュージック・ビデオは、2017年7月14日にリリース発表も何も無い状態で突如w-inds.公式YouTubeチャンネルにが公開され、その直後にスタートした全国ツアー「w-inds. LIVE TOUR 2017 "INVISIBLE"」でステージ・パフォーマンスが初披露された。何の前触れもなくYouTubeにフル尺のMVをアップして注目を集めるというやり方で、海外では一般的だが日本では珍しく、w-inds.としても初の試みであった。Twitterでもトレンド入りするなど大きな反響を呼んだ。リリース予定もないまま制作された楽曲のクオリティに後押しされる形でミュージックビデオを制作、急ピッチで公開するという経緯であったが、その後、音源としてのリリースが正式発表された。この楽曲は同年3月発売のアルバム『INVISIBLE』完成後すぐに制作に入って5月には完成していた楽曲で、トラックは練りに練って作っている。トロピカル・ハウスを取り入れた前シングルに対して、今作ではフューチャーベースを導入している。歌詞については、楽曲制作中に慶太の祖母が死去したことを受け、当時の心情が反映されている。また慶太がリミックスを手掛けた「Time Has Gone "Future Pop Remix"」をw-inds.として初となる配信限定リミックス音源としてシングル発売日に同時リリース。Spotifyの全面協力により全世界向け楽曲シェアキャンペーンを開催、SpotifyバイラルチャートTOP50 日本・台湾にて1位を獲得した。
c/w曲の「This Love」は、「Time Has Gone」が前シングルと同じような路線で作ったので、それとは少し違うハッピーな方向でファンクっぽい部分と現代のシンセサイザーを織り交ぜた楽曲を作ろうと思って制作した。この楽曲はマクドナルドFREE Wi-Fiスペシャル楽曲としてAWAで先行配信された。
初回盤Bのみ収録の「A Trip In My Hard Days」は、w-inds.として初の涼平&龍一による歌唱曲であり、楽曲も龍一・慶太の共作である。この曲も「Time Has Gone」同様、未発表のままツアーで初披露された。ツアーがフィーチャーしたアルバム『INVISIBLE』に2人のソロがあったので、持ち歌が1曲ずつだけだとあっという間に終わると思った慶太が2人が歌う曲を作ったのが制作のきっかけ。

## 収録曲
| 全作詞・作曲: 橘慶太。 |                                 |        |            |      |
| #                      | タイトル                        | 作詞   | 作曲・編曲 | 時間 |
| 1.                     | 「Time Has Gone」               | 橘慶太 | 橘慶太     | 3:31 |
| 2.                     | 「This Love」                   | 橘慶太 | 橘慶太     | 4:00 |
| 3.                     | 「Time Has Gone」(Instrumental) | 橘慶太 | 橘慶太     | 3:30 |
| 4.                     | 「This Love」(Instrumental)     | 橘慶太 | 橘慶太     | 3:58 |

| 全作曲: 橘慶太。 |                                          |          |            |      |
| #                | タイトル                                 | 作詞     | 作曲・編曲 | 時間 |
| 1.               | 「Time Has Gone」                        | 橘慶太   | 橘慶太     | 3:31 |
| 2.               | 「This Love」                            | 橘慶太   | 橘慶太     | 3:59 |
| 3.               | 「A Trip In My Hard Days」               | 緒方龍一 | 橘慶太     | 3:20 |
| 4.               | 「Time Has Gone」(Instrumental)          | 橘慶太   | 橘慶太     | 3:30 |
| 5.               | 「This Love」(Instrumental)              | 橘慶太   | 橘慶太     | 3:59 |
| 6.               | 「A Trip In My Hard Days」(Instrumental) | 緒方龍一 | 橘慶太     | 3:18 |

| #  | タイトル                                    | 作詞 | 作曲・編曲 | 監督 |
| -- | ------------------------------------------- | ---- | ---------- | ---- |
| 1. | 「Time Has Gone」(Music Video)              |      |            |      |
| 2. | 「The Making of Time Has Gone Music Video」 |      |            |      |